# Eriococcus elegans
Eriococcus elegans är en insektsart som beskrevs av Fuller 1897. Eriococcus elegans ingår i släktet Eriococcus och familjen filtsköldlöss. Inga underarter finns listade i Catalogue of Life.